# Tiger Lance
Herbert Roy „Tiger“ Lance (* 6. Juni 1940 in Pretoria; † 10. November 2010 in Johannesburg) war ein südafrikanischer Cricketspieler.
Lance spielte in seiner aktiven Karriere zwischen 1962 und 1970 insgesamt 13 Tests für Südafrika und stand bei 103 First-Class-Spielen auf dem Platz, hauptsächlich für North Eastern Transvaal, Northern Transvaal und Transvaal. Er galt als Allrounder und war rechtshändiger Batsman und rechtshändiger Medium-Pace-Bowler. Insgesamt erzielte er 5336 First-Class Runs, im Durchschnitt 34,87 pro Innings. Sein bestes Ergebnis waren 169 in einem Innings. Er erreichte 167 Wickets, bei einem Durchschnitt von 25,65 Runs/Wicket.
Lance starb am 10. November 2010 im Krankenhaus von Johannesburg, nachdem er am 15. Oktober 2010 bei einem Autounfall in Sunninghill, bei dem eine Frau mit ihrem Auto auf der falschen Fahrbahnseite fuhr und sein Fahrzeug rammte, lebensgefährlich verletzt worden war.